# Holtbyrnia
Holtbyrnia is een geslacht van straalvinnige vissen uit de familie van glaskopvissen (Platytroctidae). Het geslacht is voor het eerst wetenschappelijk beschreven in 1937 door Parr.

## Soorten
- Holtbyrnia anomala Krefft, 1980
- Holtbyrnia conocephala Sazonov, 1976
- Holtbyrnia cyanocephala (Krefft, 1967)
- Holtbyrnia innesi (Fowler, 1934)
- Holtbyrnia intermedia (Sazonov, 1976)
- Holtbyrnia laticauda Sazonov, 1976
- Holtbyrnia latifrons Sazonov, 1976
- Holtbyrnia macrops Maul, 1957
- Holtbyrnia melanocephala (Vaillant, 1888)
- Holtbyrnia ophiocephala Sazonov & Golovan, 1976